# Rue du Port
La rue du Port est une voie de communication de Saint-Denis.

## Situation et accès

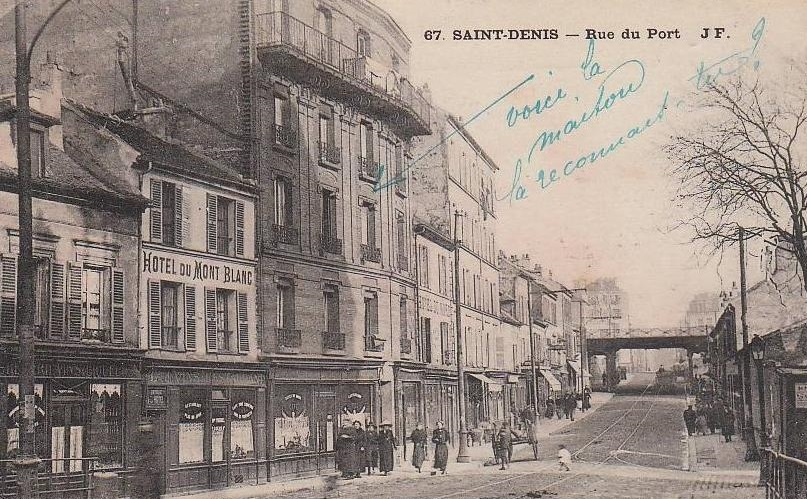
Saint-Denis, la rue du Port.

Elle traverse le canal Saint-Denis via le pont de la rue du Port à la hauteur de l'écluse numéro 6.
Les voies traversées sont, d'ouest en est:
- Boulevard de la Libération (Route nationale 14),
- Rue Charles-Michels / Rue de la Confluence,
- Rue Ambroise-Croizat (D24),
- Boulevard Marcel-Sembat, dans l'alignement de la rue Auguste-Delaune.

Accès
- Gare de Saint-Denis
- Ligne 1 du tramway d'Île-de-France
- Ligne 8 du tramway d'Île-de-France

## Origine du nom

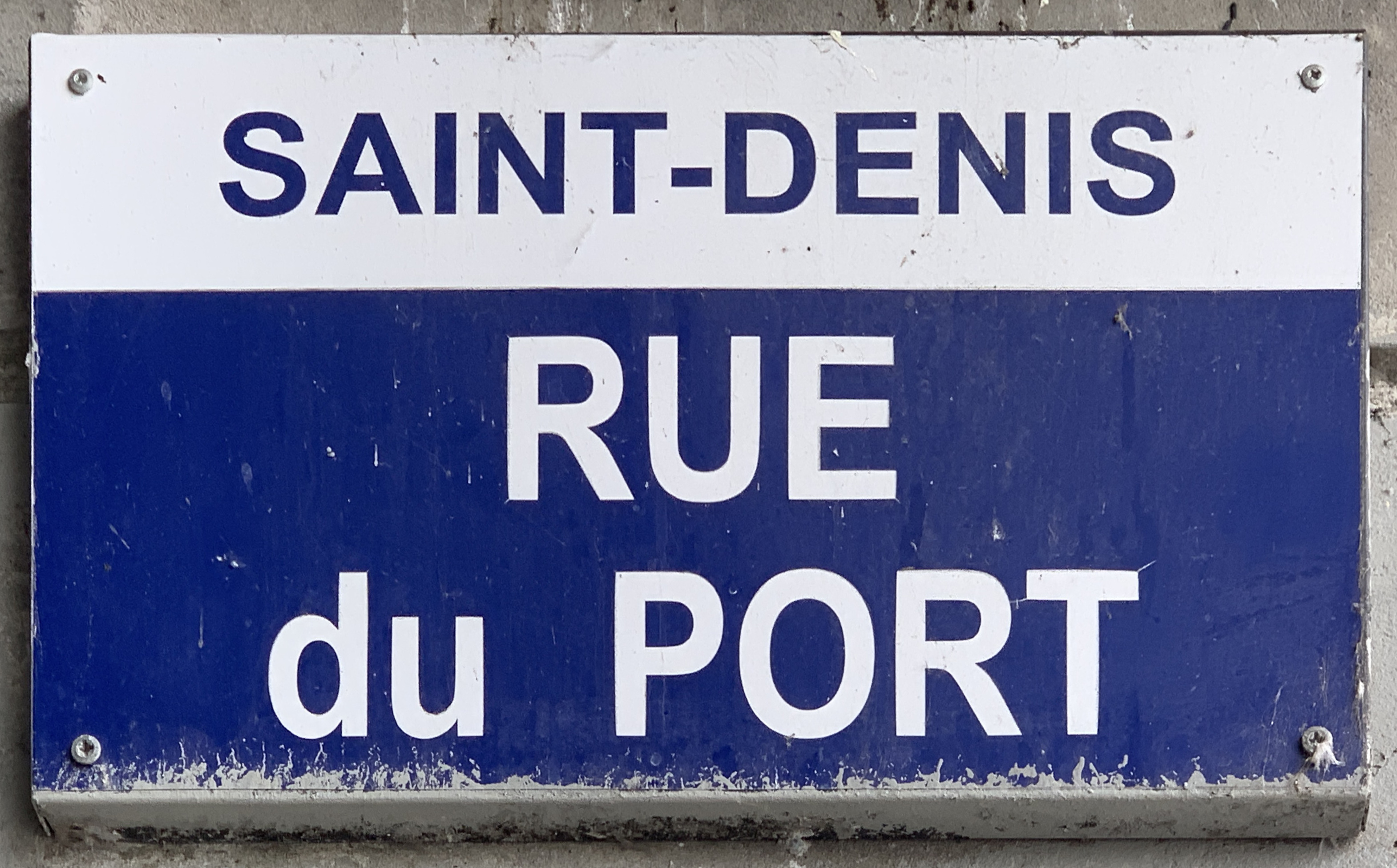
Plaque Rue du Port en 2021.

Depuis 1820, elle porte ce nom car elle conduit au port fluvial de Saint-Denis.

## Historique

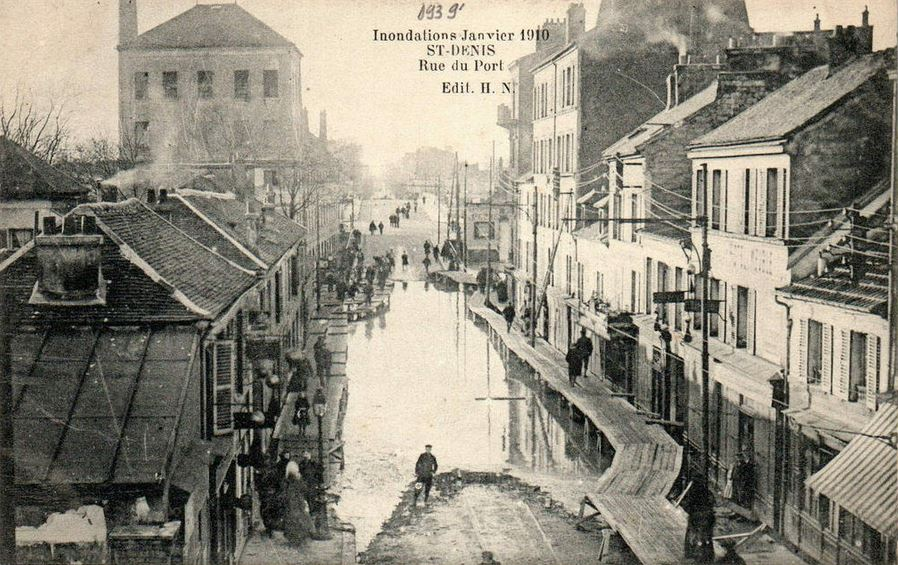
Crue de la Seine de 1910.

Avec le développement de la basilique, entre le XIIe siècle et le milieu du XIVe siècle, un faubourg se crée aux alentours de cette rue.
De part et d'autre de cette rue se trouvait la maison-de-Seine, un lieu-dit et un bâtiment datant d'au moins 1625, reconstruit à plusieurs reprises.
Au milieu du XIXe siècle, se développe dans ce quartier la teinture et la fabrication de produits tinctoriaux et l'imprimerie sur étoffe.
La voie qui commençait initialement rue Catulienne et se terminait au port de Saint-Denis a pris sa dénomination actuelle le 23 mai 1820. Le 14 juin 1893, la partie de la rue située entre la rue Catulienne et le canal Saint-Denis prend le nom de rue Ernest-Renan

## Édifices remarquables

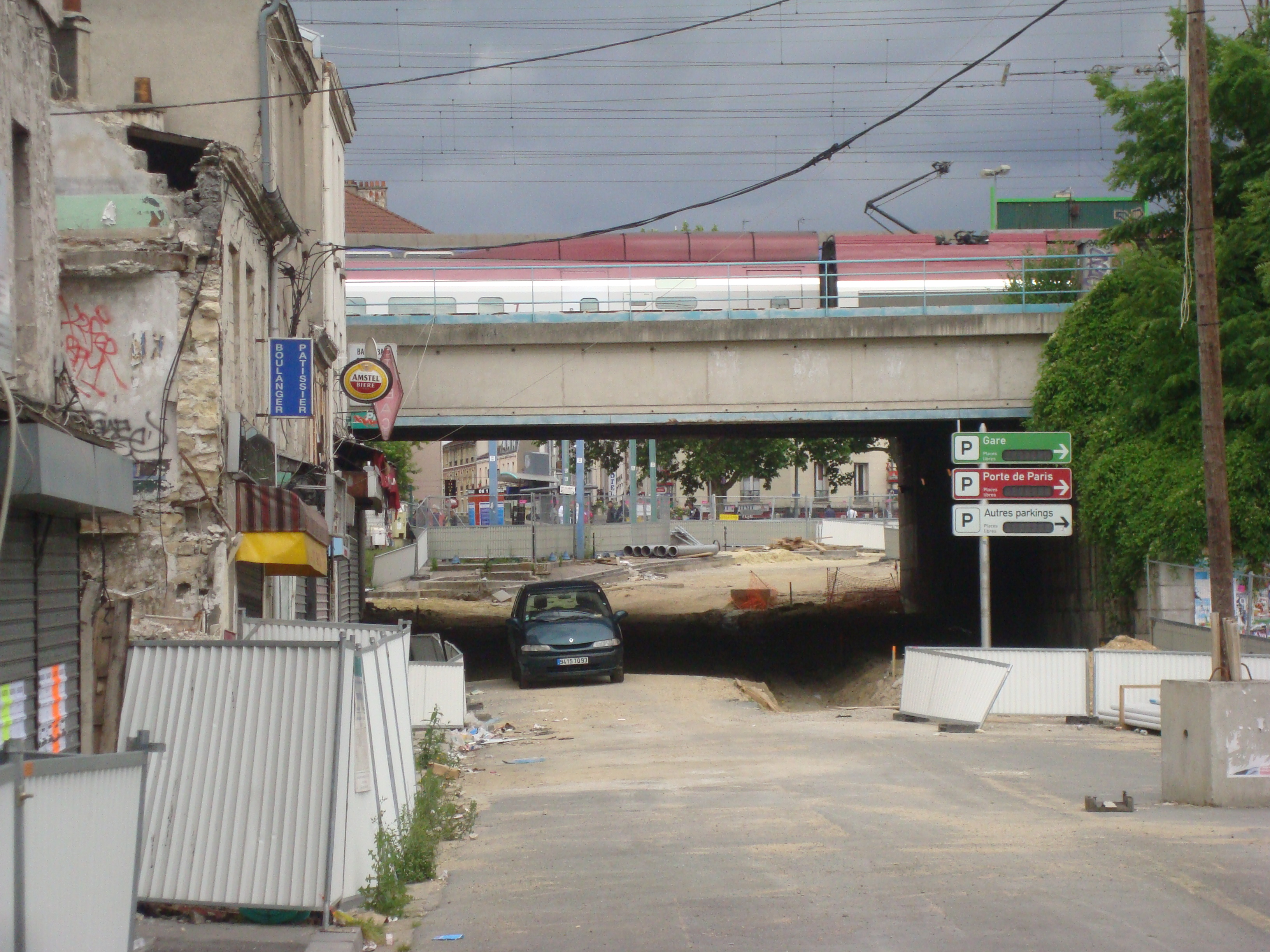
Travaux d'extension du T1 en 2010.

- Immeuble ayant fait partie du patrimoine des usines Quervel[6].
- Un ensemble hôtelier transformé en résidences sociales et commerces[7]. Il était formé de l'hôtel de l'Étoile d'Or[8], de l'hôtel Bellevue[9] et de l'hôtel Dyonisia[10].